# Mathilde Danegger
Mathilde Danegger, de son vrai nom Mathilde Deutsch, (Vienne, 2 août 1903 - Berlin, 27 juillet 1988) est une actrice de cinéma et de théâtre autrichienne. 

## Filmographie
- 1923 : L'Avalanche
- 1935 : Ja sooo!
- 1940 : Les Lettres d'amour
- 1944 : Marie-Louise
- 1947 : Meurtre à l'asile
- 1957 : Lissy

## Récompenses et distinctions
- 1955 : Médaille Clara-Zetkin
- 1963 : Ordre du Mérite patriotique (RDA) (bronze)
- 1969 : Prix national de la République démocratique allemande (deuxième classe, domaine artistique et littéraire)
- 1978 : Ordre du Mérite patriotique (RDA) (or)
- 1983 : Ordre du Mérite patriotique (RDA) (fermoir honorifique en or)
- 1988 : Étoile de l'amitié des peuples (RDA) (or)